# その時、ハートは盗まれた
『その時、ハートは盗まれた』（そのとき、ハートはぬすまれた）は、フジテレビ系列で1992年11月19日から12月17日まで「ボクたちのドラマシリーズ」 枠で放送された日本のテレビドラマ。平均視聴率は、12.0%（ビデオリサーチ関東地方調べ）。

## 概要
「ボクたちのドラマシリーズ」の第1シーズンの2作目として放送されたドラマ。
女子高校生が奔放で魅力的な同性にファーストキスを奪われたことをきっかけに、その相手に友情を越えた感情、すなわちレズビアン（もしくはバイセクシュアル）的な思いを抱くという物語である。少女たちの思いはプラトニックなものとして描かれ、昭和期の少女小説や1980年代頃の少女漫画（吉田秋生『櫻の園』など）に描かれる少女同士の関係の系譜に連なるものであるが、本作では明るくオーソドックスな学園ドラマ・ラブコメディの手法で表現されており、日本のテレビドラマとしては当時珍しいものであった。
内田有紀のドラマデビュー作であり、一色紗英演じる主人公が恋心を抱く女子学生役を演じた。木村拓哉の本格的な連続ドラマデビュー作であると同時に、後に『あすなろ白書』、『ロングバケーション』、『ビューティフルライフ』といった木村のブレイク作もしくは代表作といえるドラマ作品で関わることになる脚本の北川悦吏子との初コラボ作でもあった。

## あらすじ
椎名裕子(一色紗英)は、どこにでもいる女子高校1年生。思いを寄せる高校の先輩の片瀬雅人(木村拓哉)に片想いをしていたが、クラスメートの麻生早紀(内田有紀)と片瀬が親しげに話しているのを目撃し失望していた。そんな裕子に突然、早紀はキスをする。その瞬間から、裕子は徐々に自分の心の中に、今まで感じた事のない感情を自覚し、徐々に早紀に魅かれていく。

## キャスト
椎名 裕子 - 一色紗英
どこにでもいる普通の女子高生。スヌーピーグッズ集めが好き。
早紀の事を「自分とは正反対のタイプ」と感じ避けていたが、ある事がきっかけで彼女と関わるようになる。　
麻生 早紀 - 内田有紀
裕子の同級生。大人びた容姿で「性関係が奔放」などの噂を学校で立てられ、女子生徒達からは距離を置かれている。どこか影のある少女。彫刻を学んでいる。
片瀬 雅人 - 木村拓哉
裕子の憧れの先輩。
田村 緑 - 貴島サリオ
裕子の同級生で友人。一時期裕子が善からぬ噂のある早紀と関わり出した事で裕子に不信感に持ち、冷たい態度をとった事がある。
吉田 妙子 - あがりた亜紀
椎名 修平 - 渡辺航
裕子の兄。予備校生。自身や裕子が怒られている時もおちゃらけたり、冗談を言っているお調子者タイプ。
椎名 正子 - 松原智恵子
裕子の母。
辻野先生 - 石丸謙二郎
稲葉先生 - 生田智子
早紀の事を快く思っておらず、裕子に早紀とは関らないように忠告する。
椎名 修一郎 - 斉木しげる
裕子の父。
小牧 一 - 美木良介
麻生 りえ - 秋川リサ
早紀の母。

## スタッフ
- 脚本：北川悦吏子
- 音楽：長谷部徹
- 企画：石原隆
- プロデュース：佐藤敦、両沢和幸
- 演出：本間欧彦、金澤克次
- 制作：フジテレビ、にっかつ撮影所

## 主題歌
- 「冬の終り」 松任谷由実

## ロケ地
- 山村国際女子高等学校

## サブタイトル
1. ファースト・キス
2. 恋愛は戦いだ！
3. あぶない趣味
4. 自殺未遂
5. キスの秘密